# Rechtboomssloot
Le Rechtboomssloot, également orthographié Recht Boomssloot, est un canal secondaire de la ville d'Amsterdam. Il est situé à l'est de l'arrondissement de Centrum (dans le Lastage) et relie le Geldersekade, situé dans le prolongement nord du Nieuwmarkt au Oudeschans. Son tracé est parallèle à celui du Waalseilandsgracht. Il est enjambé par trois ponts: deux aux extrémités, et un au milieu, au croisement avec le Kromboomssloot. Il existe également un quatrième pont, exclusivement piéton, entre Brandewijnsteeg et Lastageweg.

## Histoire
Le Rechtboomssloot est âgé d'environ 500 ans. Il fut baptisé en l'honneur de l'armateur et ancien maire de la ville du XVIe siècle, Cornelis Pietersz Boom. Vers 1530, Boom, qui résidait lui-même le long du canal (aux actuels numéros 1 à 3) demanda l'élargissement de deux « fossés » (sloot en néerlandais), le Rechtboomssloot et le Kromboomssloot afin de les transformer en canaux et de relier ses chantiers navals situés dans le Lastage à l'IJ. Le Kromboomssloot devint ainsi un canal transversal adjacent au canal principal, le Rechtboomssloot. Les noms respectifs des deux canaux en néerlandais en indiquent la forme: en courbe (krom) pour le premier, et droite (recht) pour le second.
Au XVIe siècle, le Lastage se trouvait sous la menace d'attaques du duché de Gueldre. En échange de l'autorisation de creuser les deux canaux, Boom dut accepter qu'en cas de menace, le canal puisse être condamné sans que la ville ne doive lui verser de dédommagements. En 1538, le canal fut fermé une première fois en raison d'un risque d'attaque. Boom porta alors réclamation jusqu'au Hof van Holland (« Cour de Hollande ») à Bruxelles pour que « son » canal puisse rester ouvert. En 1565, la cour décida, sur décision de Guillaume d'Orange, que les barrières pourraient rester ouvertes sur au moins l'une des deux extrémités du canal pendant la journée, afin que le trafic de navires reste possible.